# Jrašen (Armavir)
Jrašen o Jrashen (in armeno Ջրաշեն?) è un comune dell'Armenia di 856 abitanti (2009) della provincia di Armavir, fondata nel 1928.